# 3298 Massandra
3298 Massandra este un asteroid din centura principală, descoperit pe 21 iulie 1979 de Nikolai Cernîh.